# Stanislav Kotačka
Stanislav Kotačka (5. října 1908 Husovice – 30. srpna 1946 Brno) byl český kriminálník a konfident německé tajné státní policie za druhé světové války, po jejímž skončení byl odsouzen k smrti za vraždu československého výsadkáře Josefa Bierského, účastníka výsadku Wolfram.
Vraždu výsadkáře Bierského spáchal Stanislav Kotačka 19. října 1944 na úbočí hory Smrk v Moravskoslezských Beskydech v době, kdy se ukrýval mezi partyzány, aby unikl trestu za dříve provedené loupeže. Po vraždě se Kotačka vrátil do Brna, kde německé policii vyzradil informace o aktivitách partyzánů a přislíbil rozvinout konfidentskou činnost. Do konce války se však již jen skrýval a po jejím skončení byl Kotačka 26. října 1945 zatčen. Po zatčení několikrát změnil výpověď, než byl 30. srpna 1946 brněnským Mimořádným lidovým soudem jednomyslně uznán vinným za loupežnou vraždu a vojenskou zradu a ještě téhož dne v 16 hodin na něm byl na nádvoří brněnské Jahnovy tělocvičny vykonán trest smrti oběšením.